# Miguel Illescas
Miguel Illescas Córdoba (Barcelona, 3 de diciembre de 1965) es un ajedrecista y programador informático español, que ha sido ocho veces campeón de España y es del fc Barcelona Internacional. Está casado con la Gran Maestro Femenino de ajedrez Olga Alexandrova.

## Trayectoria
Posee el título de programador en informática, aunque desde muy joven se dedicó al ajedrez profesional. Desde niño se mostró como una gran esperanza del ajedrez español, logrando el Campeonato infantil de Cataluña en 1977. 
Desde Arturo Pomar no hubo en el ajedrez internacional ningún ajedrecista español de la resonancia de Illescas. En 1986, Illescas obtuvo el título de Maestro Internacional y en 1988 el de Gran Maestro Internacional. En julio de 1996 obtuvo su mejor clasificación en la lista mundial con 2640 puntos, ocupando el puesto 30 del mundo. Desde 2014, ya semirretirado, ocupa el quinto lugar entre los ajedrecistas españoles.
En 1992 fue el primer español en alcanzar los 2600 puntos Elo, una cifra que entonces significaba estar entre los 50 mejores del mundo. En  2005 sucedió a Román Torán como responsable de la columna diaria de ajedrez que se publica en la sección de pasatiempos de La Vanguardia. Desde 2001 edita la revista especializada Peón de Rey y dirige la escuela de ajedrez Edami.
Illescas tiene un estilo de juego universal. En 1996 se le concedió la Medalla de Plata de la Real Orden del Mérito Deportivo. Sus estudios de informática y su brillante carrera ajedrecística sirvieron para que en 1997 fuera contratado por IBM para desarrollar el programa de la computadora de ajedrez Deep Blue, que derrotaría a Gari Kaspárov en mayo de ese mismo año. Illescas ha sido también entrenador analista del Gran Maestro Vladímir Krámnik.
Es periodista especializado, colaborando diariamente en el periódico La Vanguardia, donde pone a prueba a los lectores con distintas jugadas de ajedrez.

## Campeonatos

### España
Ha ganado el título de campeón de España individual absoluto en ocho ocasiones, en los años 1995, 1998, 1999, 2001, 2004, 2005 , 2007 y 2010. Esta cifra supone el récord absoluto, por delante de los siete títulos de Antonio Medina y Arturo Pomar. En 2013, ya medio retirado, quedó subcampeón, título que ya lograra 29 años antes en su primera participación en esta prueba en 1984. Illescas también ha participado en numerosos campeonatos de España por equipos, ganándolo en ocho ocasiones. 

### Internacionales

#### Competiciones individuales
Illescas ha vencido tres torneos zonales en Los Yébenes (Toledo) 1990, Lisboa 1993 y Linares 1995, pero no ha pasado de la fase interzonal en ninguna ocasión.

#### Competiciones por equipos
Miguel Illescas es miembro del equipo olímpico español desde 1986 y ha participado en 9 Olimpíadas de ajedrez, consiguiendo un total de 60.5/99 puntos (+35 =51 -13), obteniendo una medalla de bronce individual. Sus resultados detallados son:
- Dubái (1986): segundo tablero, 24.º por equipos, 8.5/13 (+6 =5 -2).
- Tesalónica (1988): primer tablero, 22.º por equipos, 6.5/12 (+5 =3 -4).
- Novi Sad (1990): primer tablero, 31.º por equipos, 6/11 (+2 =8 -1).
- Moscú (1994): primer tablero, 18.º por equipos, 7/12 (+2 =10 -0).
- Ereván (1996): segundo tablero, 6.º por equipos, 6.5/11 (+4 =5 -2).
- Elistá (1998): segundo tablero, 29.º por equipos, 6/11 (+3 =6 -2).
- Bled (2002): segundo tablero, 19.º por equipos, 7.5/11 (+5 =5 -1).
- Calviá (2004): tercer tablero, 10.º por equipos, 5.5/9 (+3 =5 -1).
- Turín (2006): tercer tablero, 10.º por equipos, 7/9 (+5 =4 -0). Medalla de bronce por tableros

También ha participado siete veces en el Campeonato de Europa por equipos de ajedrez, consiguiendo un total de 21.5/41 (+41 =11 -21). Sus resultados detallados son:
- Batumi (1999): segundo tablero, 15.º por equipos, 3/8 (+1 =4 -3).
- León (2001): tercer tablero, 7.º por equipos, 5/8 (+3 =4 -1).
- Plovdiv (2003): tercer tablero, 7.º por equipos, 6/9 (+3 =6 -0).
- Gotemburgo (2005): primer tablero, 22.º por equipos, 3/8 (+2 =2 -4).
- Heraklion (2007): tercer tablero, 11.º por equipos, 4.5/8 (+2 =5 -1).

### Torneos internacionales
Illescas ha ganado a muchos grandes jugadores, como Anatoli Kárpov, Veselin Topalov, Víktor Korchnói, Gata Kamsky, Péter Lékó, Nigel Short, Alexéi Shírov, Borís Gélfand, Michael Adams, Judit Polgár, Valeri Sálov, Alekséi Dréyev, Alexander Beliavsky, Artur Yusúpov o Joel Lautier.
En su palmarés cuenta con excelentes resultados en torneos internacionales: 1.º Open Internacional de Torrelavega en 1983, 1.º Castillo de la Mota (Trofeo de la Hispanidad) en 1985, 1.º en Torneo Internacional "Alfonso X el Sabio" (Toledo) en 1986, 1.º en el Open Internacional de Las Palmas de Gran Canaria en 1987 y en 1988, 1.º en el Open Internacional de Coslada 1988, 7.º en el Torneo Internacional de Ajedrez Ciudad de Linares en 1988, 5.º en el Open Internacional OHRE de Ámsterdam de 1989, 1.º en el Open Internacional de Palma de Mallorca en 1991, 1.º en el "Trofeo Príncipe de Asturias" de Oviedo en 1991, 1.º-2.º en el Torneo Magistral de Pamplona empatado con Leonid Yudasin en 1991, 3.º en el Torneo Magistral de Chalkidiki (Grecia) vencedor Vladímir Krámnik en 1992, 1.º-2.º en el Torneo Magistral de Pamplona en 1992 empatado con el vencedor Joel Lautier, finalista del Torneo Corus de ajedrez perdiendo la final ante Anatoli Kárpov en 1993, 3.º-5.º en el Torneo Magistral de Madrid en 1994 empatado con Gata Kamsky y Alexéi Shírov, 1.º en la Copa Gobernador de Linares (México) en 1994, 7.º en el Torneo Internacional de Ajedrez Ciudad de Linares en 1995, 6.º en el Torneo Magistral de Dos Hermanas en 1995, 5.º en el Torneo Magistral de Dos Hermanas en 1996, 1.º-2.º en el Torneo Magistral de Madrid en 1996 empatado con Veselin Topalov, 5.º-7.º en el Torneo Magistral de Madrid en 1997 empatado con Nigel Short y Judit Polgár, 5.º-7.º en el Torneo Magistral de Madrid en 1998 empatado con Michael Adams y Michal Krasenkow, 3.º en el Torneo Magistral de Dos Hermanas en 1999, 3.º-6.º en el Torneo Magistral de Dos Hermanas en 2001 empatado con Zoltán Almasí, Francisco Vallejo Pons y Zurab Azmaiparashvili y 1.º-3.º en el Torneo Magistral de Pamplona de 2003 empatado con Lucke McShane y Emil Sutovsky.

## Partidas notables
Esta partida de la Olimpiada de ajedrez de 1986 contra John Nunn es una gran victoria con un Gambito de rey que permitió ganar por 3-1 el encuentro frente a Inglaterra:
Miguel Illescas - John Nunn, Gambito de rey, Contragambito Faalkbeer, C31. 1.e4 e5 2.f4 d5 3.exd5 c6 4.Cc3 exf4 5.Cf3 Ad6 6.Ac4 Ce7 7.dxc6 Cbxc6 8.d4 O-O 9.O-O Ag4 10.Ce4 Ac7 11.c3 Cd5 12.Cc5 Tb8 13.De1 Te8 14.Dh4 Dxh4 15.Cxh4 Ce3 16.Axe3 Txe3 17.Tae1 Txe1 18.Txe1 g5 19.h3 Ah5 20.Cf5 Ag6 21.ce7+ Rg7 22.Cxc6 bxc6 23.Ca6 Tc8 24.Cxc7 Txc7 25.Te5 f6 26.Tc5 Ae4 27.d5 Td7 28.dxc6 Tc7 29.Ab5 Rf7 30.b4 Re6 31.a4 Rd6 32.a5 h5 33.h4 Axc6 34.Axc6 Txc6 35.hxg5 fxg5 36.Txg5 Txc3 37.Txh5 Tc4 38.b5 Tc5 39.Txc5 Rxc5 40.b6 1-0
En esta partida, Illescas logra tablas con Gari Kaspárov en el Torneo de Dos Hermanas de 1996:
Gari Kaspárov - Miguel Illescas, Defensa Holandesa, A80. 1.d4 f5 2.Ag5 h6 3.Ah4 g5 4.e3 Cf6 5.Ag3 d6 6.h4 Tg8 7.hxg5 hxg5 8.Cc3 e6 9.f3 De7 10.Dd2 Cc6 11.O-O-O Ad7 12.e4 fxe4 13.fxe4 O-O-O 14.d5 exd5 15.exd5 Ce5 16.Te1 Rb8 17.Rb1 Ag7 18.a3 Th8 19.Txh8 Txh8 20.Axe5 dxe5 21.Cf3 e4 22.Dxg5 Th5 23.Dd2 Dd6 24.Cd4 a6 25.Ac4 Th4 26.Ab3 Tg4 27.Te2 e3 28.Dxe3 Cxd5 29.Cxd5 Axd4 30.De7 Dxe7 31.Txe7 Ac6 32.Cxc7 Txg2 33.Ad5 Tg1+ 34.Ra2 Tg7 35.Txg7 Axd5+ 36.Cxd5 Axg7 37.c4 Rc8 38.a4 Rd7 39.a5 Rd6 40.b4 Ad4 41.Rb3 Af2 42.Cf4 Ae3 43.Cd3 Rc6 44.Ra4 Ag1 45.b5 axb5 46.cxb5 Rc7 47.Cb4 Af2 48.b6 Rb8 1/2-1/2

## Premios, reconocimientos y distinciones
- Medalla de Plata de la Real Orden del Mérito Deportivo, otorgada por el Consejo Superior de Deportes (1996)